# Kerivoula picta
Kerivoula picta är en fladdermusart som först beskrevs av Peter Simon Pallas 1767.  Kerivoula picta ingår i släktet Kerivoula och familjen läderlappar. IUCN kategoriserar arten globalt som livskraftig. Inga underarter finns listade i Catalogue of Life. Wilson & Reeder (2005) skiljer mellan två underarter.
Arten förekommer med flera från varandra skilda populationer i södra Asien från Indien och södra Kina till Bali och Halmahera. Den vistas i låglandet och i bergstrakter upp till 1500 meter över havet. Som habitat föredras mera torra lövfällande skogar och trädodlingar. Individerna vilar på blad eller i övergivna fågelbon.
Denna fladdermus blir 31 till 57 mm lång (huvud och bål), har en 32 till 55 mm lång svans och väger cirka 4,5 g. Underarmarna är 27 till 45 mm långa. Kerivoula picta har liksom andra arter av samma släkte trattformiga öron. Pälsen har på ovansidan en orange färg. Dessutom står djurets orange finger i kontrast till den svarta flygmembranen. Arten når en vingspann av 180 till 300 mm. Den orange färgen är antagligen en varningssignal mot fåglar och andra fladdermöss. Enligt en annan teori utgör färgen ett kamouflage när arten vilar bland torkade blad och blommor.
Den broskiga fliken i örat (tragus) är påfallande lång. På grund av färgsättningen och sättet hur den flyger kan fladdermusen lätt förväxlas med en fjäril.
Vid viloplatsen bildas ibland flockar med 2 till 6 medlemmar. Fladdermusen blir aktiv vid skymningen och jagar olika insekter. Per kull föds en unge.